# Flughunde (Roman)
Flughunde ist ein Roman des Autors Marcel Beyer aus dem Jahr 1995. Die Geschichte, die während der NS-Zeit spielt, handelt von Hermann Karnau, einem Tontechniker und Stimmforscher, sowie von der ältesten Tochter Joseph Goebbels’, Helga Goebbels. Diese Erzählstränge der beiden Figuren verlaufen parallel und treffen sich im Roman immer wieder, wobei Hermann Karnau immer stärker in der nationalsozialistischen Ideologie versinkt, während Helga Goebbels diese mehr und mehr zu hinterfragen beginnt. Ein weiteres zentrales Motiv des Romans sind die titelgebenden Flughunde, die im Verlauf der Geschichte immer wieder vorkommen. Der Roman lässt sich – wie die meisten Romane Beyers – der Postmoderne zuordnen, bemerkbar dadurch, dass viele Stellen nur etwas andeuten, anstatt es tatsächlich auszusprechen; so wird Helga Goebbels während des gesamten Romans kein einziges Mal mit ihrem Nachnamen genannt, Joseph Goebbels wird nur „der Vater“ oder auch „Papa“ genannt.

## Inhalt
Im Teil I beschreibt der Ich-Erzähler, Hermann Karnau, wie er die Mikrofone und Lautsprecher bei einer Ansprache Joseph Goebbels vor Kriegsversehrten und Behinderten angeordnet hat. Daraufhin fährt er mit der Straßenbahn zu seiner Wohnung. Währenddessen denkt er über einen Vorfall in seiner Kindheit nach, bei welchem eine Fledermaus in dem Schulklassenzimmer war. Das Ereignis scheint ihn sehr beeindruckt zu haben. Weiterhin beschreibt er seinen Abend, den er mit seiner Hündin Coco verbringt. Er hört Schallplatten mit diversen Geräuschen, die ihm als Akustiker zur Verfügung gestellt werden.
Teil II beginnt aus der Sicht Helga Goebbels, die erzählt, dass sie und ihre Geschwister zu Karnau gebracht werden, da sich bei ihr zu Hause niemand um die Kinder kümmern kann, da die Mutter gerade ein Kind gebiert. Bei Karnau frühstücken die Kinder und machen später am Tag einen Spaziergang, bei welchem sich Karnau und Helga unterhalten. Am Abend legen sie sich zu Bett, Helga kann aber nicht einschlafen und hört die Geräusche von Taubstummen, welche Karnau sich von einer der Schallplatten anhört. Am Ende wird noch kurz von dem nächsten Morgen erzählt, an welchem die Kinder die taubstummen Kriegsversehrten imitieren.
Der Teil III beginnt mit einer Erzählung Karnaus, der die Kinder in seiner Wohnung vermisst. Daraufhin berichtet Helga, wie ihr Bruder ihre Uhr zerstört hat, sie aber bestraft wird. Im nächsten Teil erzählt Karnau von seinem Aufenthalt in Straßburg, wo die Nationalsozialisten versuchen, Fremdwörter zu entfernen und „einzudeutschen“. Er nimmt die Stimmen der Leute auf, die heimlich nicht Deutsch reden. Dabei unterläuft ihm ein Fehler, sodass er einem Offizier nicht nachweisen kann, Leute nicht Deutsch reden gehört zu haben. Am Ende findet er aber trotzdem die „Schuldigen“. Helga berichtet währenddessen, wie ihr Vater, Joseph Goebbels, ihr eine neue Uhr zu kauft. Karnau hält in der darauffolgenden Passage einen inneren Monolog, warum er die Stimmen der Kinder Goebbels nicht aufgenommen hat, da er meint, diese könnten ihm bei seinen Stimmforschungen weiterhelfen. Daraufhin berichtet Helga von einem Friseurbesuch. Währenddessen ist Karnau in ein Kriegshospital verlegt worden, in welchem er seinen Forschungen nachgehen kann. Ein Arzt namens Doktor Hellbrandt zeigt ihm einige Patienten, die durch Explosionen oder Schüsse vorübergehend taub sind und deshalb nur seltsame Geräusche von sich geben, welche Karnau für seine „Stimmkarte“ sehr interessant findet. Dann berichtet Helga, wie ihr Vater sie und ihre älteste Schwester Hilde mit einem neuen Wagen spazieren fährt. Die Sicht Karnaus erzählt daraufhin davon, dass er im Schützengraben die Stimmen, vor allem Schreie, aufnimmt.
Helga berichtet am Anfang von Teil IV davon, wie sie und ihre Mutter in den Bergen sind und dort unter anderem ein Zeitungsfoto aufnehmen. Karnau beschreibt dann, wie er seine „Stimmkarte“ ausbaut. Helga erzählt in ihrem Teil von ihrer Ankunft in Berlin, wo sie ihren Vater treffen. Sie unterhalten sich über das Elsass und den Prozess der „Entwelschung“, welchen Karnau mit vorangetrieben hat. Karnau dagegen hält in Dresden einen Vortrag darüber, dass Menschen seiner Meinung nach nach dem Tod weiterhin hören. Dieser Vortrag wird ihm aufgrund seiner Beziehungen mit Joseph Goebbels ermöglicht. Die Kinder dagegen statten mit ihrem Vater einen Besuch im Berliner Zoo ab. Wieder aus Karnaus Perspektive erfährt man, dass dieser nun fest in der Universität angestellt worden ist, um seinen Stimmtheorien zu erforschen. Helga erzählt, wie sie und Hilde ihre kleinen Geschwister zu ihrem eigenen Vergnügen zwingen, den Boden im Haus der Goebbels zu putzen. Wohl einige Tage darauf ist Karnau auf einer Feier bei der Familie Goebbels.
Der Teil V berichtet parallel davon, wie Helga sich die Sportpalastrede am 18. Februar 1943 anhört, bei welcher Goebbels unter anderem gefragt hat, ob die Leute den totalen Krieg wollten. Zeitgleich erzählt Karnau von seinen ersten Menschenversuchen an Be-hinderten, die seiner „Stimmkarte“ dienen sollen. Darauf wird beschrieben, wie Karnau Helga und ihren Geschwistern die Flughunde seines Freundes Moreau zeigt. Anschließend unterhalten sich Karnau und Moreau, während die Kinder heimlich Moreaus Schokolade essen.
Im Teil VI erzählt Helga davon, wie die Familie Goebbels Kriegsflüchtlinge in ihr Haus aufnimmt. Zudem erzählt sie davon, wie ihr Vater mit seiner Propaganda versucht, die Motivation der Deutschen hochzuhalten, damit der Krieg weitergeführt wird. Karnau berichtet währenddessen von seinem Besuch im zerstörten Berliner Zoo. Die Kinder versuchen, ihrem Vater mit der Propaganda zu helfen. In seiner nächsten Erzählpassage ist Karnau im Führerbunker, wo er die letzten Ansprachen Hitlers aufnehmen soll, da dessen Gesundheitszustand sich durchgängig verschlechtert, weil er nur noch Schokolade verzehrt. Als Hitler stirbt, fliehen Karnau und das restliche Personal, um sich als Gegner des Regimes auszugeben, damit sie von den alliierten Truppen verschont werden.
Teil VII beginnt mit einem allwissenden Erzähler, der von dem Jahr 1992 erzählt, in welchem durch Zufall das Schallplattenarchiv der zur Erforschung der „Stimmkarte“ gedachten Schallplatten gefunden wird. Karnau wird als einziger bekannter Beteiligter ausfindig gemacht, dieser lügt aber und sagt, er sei nur Wachmann gewesen. Dann erzählt Karnau aus der Ich-Perspektive von einem Alptraum, in welchem er von früheren Kollegen für ein Experiment seziert wird. Als er aufwacht, schaut er nach Schallplatten, die er aus dem Führerbunker mitnehmen konnte, und findet einige Auf-nahmen der Stimmen der Kinder Goebbels, die er heimlich getätigt hat, obgleich Goebbels es ihm verboten hat. Er beginnt, diese anzuhören und sich zu erinnern.
Der Teil VIII beginnt mit der Erzählung Helgas, wie die Familie Goebbels noch in ihrem Haus in Berlin wohnt, welches zum Propagandaministerium umfunktioniert worden ist, nachdem dessen eigentliches Gebäude durch eine Explosion zerstört worden ist. Kurz darauf ziehen die Familie Goebbels in den Führerbunker, in welchem die Kinder Karnau wiedertreffen. Dieser versucht die Kinder aufzumuntern und kümmert sich oft abends um sie. Zudem stiehlt er Schokolade aus den Vorräten, die für Adolf Hitler gedacht sind, damit die Kinder sie am 5. Mai ihrer Schwester Hedda zum Geburtstag schenken können. Eigentlich steht auf den Diebstahl der Vorräte die Todesstrafe, Karnau wird allerdings nicht entdeckt. Nach einiger Zeit wird den Kindern gesagt, dass sie mit einem Flugzeug fliehen werden und dass ihnen zur Beruhigung etwas eingespritzt wird. Eigentlich befindet sich in der Spritze das Gift, mit welchem die Kinder ermordet werden.
Im Teil IX berichtet Karnau von seinen Schallplattenaufnahmen der Kinder, welche mit deren Tod enden.
Der Roman endet mit einer Anmerkung, dass sämtlich Charaktere fiktional seien, obwohl einige von ihnen die Namen echter Personen tragen.

## Form

### Aufbau
Beyer teilt seinen Roman in insgesamt neun Teile, welche in sich selbst geschlossen sind und permanent, meist nur durch einen Absatz getrennt, zwischen den Erzählungen Karnaus und Helgas umblenden. Zwischen den Teilen liegt meistens eine gewisse zeitliche Lücke, wovon die größte zwischen Teil „VI“ und „VII“ liegt, zwischen diesen liegen ungefähr 45 Jahre, während die vorigen Abstände maximal einen Monat bis ein Jahr umfassten. Über die Zeit dazwischen erfährt der Leser wenig bis gar nichts, vieles, was dort passiert, wird aber angedeutet. Meistens sind die Abteile auch mit ihren eigenen wichtigen Motiven versehen, so ist der erste Abteil beispielsweise klar vom Motiv der Taubstummen durchdrungen, wobei dieses auch den restlichen Roman begleitet.

### Erzählhaltung
Der Roman ist – mit der Ausnahme des siebten Teils (VII) – im Präsens aus der Sicht der Hauptfiguren Hermann Karnau und Helga Goebbels erzählt. Die Figuren unterscheiden sich in ihrer Schreibform leicht, so verwendet Helga mehr kindliche Umgangssprache, während Hermann Karnau etwas formeller erzählt.
Der Teil „VII“ bildet hier eine Ausnahme, hier wird in einen allwissenden Ich-Erzähler gewechselt. Dieser Teil berichtet sachlich über die Entdeckung des „Tonlabors“, in welchem Hermann Karnau und seine Kollegen arbeiteten. Somit wird ein klarer Schnitt gesetzt, der Leser versteht durch diese Vogelperspektive, dass das Finale des Romans beginnt.

### Sprache
Auch wenn das Buch aus der Ich-Perspektive verfasst ist, lassen sich die literarischen Ansprüche immer klar erkennen. So berichten die Personen zwar, was ihnen in diesem Moment geschieht, der Text ist aber bemerklich durchdacht und ausformuliert. Auch die Anordnung der Erzählpassagen ist klar durchdacht, so bemerkt man bis auf den Absatz meistens beinahe nicht, dass diese existieren, erst nach einigen Zeilen bemerkt man, dass wieder die andere Person erzählt, eine Erzählweise, die dem filmischen Match Cut ähnelt.
Die Schreibweise ist konstant leicht mystisch und andeutungsreich, selten werden Sachen richtig angesprochen, meistens muss man um einige Ecken denken, um diese zu verstehen. Diese indirekte Weise wird auch dadurch unterstützt, dass im Werk komplett auf Anführungszeichen verzichtet wird, so findet zwar wörtlich Rede statt, diese wird aber durch nichts umrahmt.

## Historischer Hintergrund
Der Roman spielt während des Zweiten Weltkriegs in Deutschland, auch wenn dieser im Roman nie so benannt wird. Dies wird ständig daran klar, welche Grausamkeiten der Alltag der Hauptfiguren beinhaltet, vor allem Hermann Karnaus Alltag ist geprägt von Gewalt, Helgas Alltag ist eher durch Angst geprägt. Vor diesem historischen Hintergrund beschaut Marcel Beyer hauptsächlich einen großen Aspekt, der zu dieser Zeit heimlich omnipräsent war: Pseudowissenschaften.

### Pseudowissenschaften im Nationalsozialismus
Hermann Karnau steht stellvertretend für all die Wissenschaftler, die im Nationalsozialismus sämtliche Skrupel verloren und versuchten, ihre absurden Theorien zu beweisen. So versucht Karnau im Roman, eine Stimmkarte anzulegen, die nicht nur nach wissenschaftlichen Maßstäben absurd ist. Ähnliches haben verschiedene Ärzte und Wissenschaftler während der Zeit des Nationalsozialismus versucht. Wie auch Karnau im Roman führten sie Experimente an KZ-Insassen durch, welche nicht zum Beweis ihrer Theorien nötig waren.

## Rezeption
Der Roman kam bei der Presse sehr gut an und gilt als Beyers literarischer Durchbruch.

Der Rezensent der FAZ lobte das Buch auf solche Weise:
Es ist meisterhaft, wie Marcel Beyer das schafft: Einen Roman über einen bizarren Geräuschesammler im Dritten Reich zu schreiben und gleichzeitig ein unglaublich aktuelles Buch, das selbst ein Begleitgeräusch der Gegenwart ist. [...] Hinter den präzisen Worten steckt ein brutales Wie. [...] Beyers Fiktion, im Dritten Reich angesiedelt, spiegelt Gegenwart.
Hellmuth Karasek sagte in seiner Rezension für den Spiegel:
Der Roman „Flughunde“ nimmt seine Berechtigung aus seiner gewählten (großartig gefundenen und erfundenen) Erzählperspektive.

## Adaptionen
Iris Drögekamp bearbeitete den Roman als ein Hörbuch für den SWR im Jahr 2013.
Ulli Lust hat gemeinsam mit Beyer den Roman in eine Graphic Novel umgearbeitet.